# 4-fenyl-4-(1-piperidinyl)cyklohexanol
4-Fenyl-4-(piperidin-1-yl)cyklohexanol, také známý pod zkratkou PPC, je organická sloučenina, metabolit fencyklidinu (PCP).
Lze jej najít ve vlasech uživatelů PCP.